# 歐貴茲伯爵的葬禮
歐貴茲伯爵的葬禮（西班牙文: El Entierro del Conde de Orgaz）是西班牙文藝復興時期畫家艾爾·葛雷柯的作品，這幅作品普遍被認為是他最傑出的作品。這幅尺寸巨大的畫清楚地分成兩個部份：天上與地面，但並沒有給人強烈的二元印象。這幅畫現存於西班牙的聖多默堂。歐貴茲伯爵的葬禮事件，發生於一三二三年，當時受到中古時代榮譽的葬禮，聖史蒂芬和聖奧古斯汀在葬禮中突然以奇蹟顯聖的姿態出現；他們親手將伯爵的屍體降到墳墓中去。 
葛雷柯將此一事件，畫在教堂的一面牆上，畫成當時的情況，畫中繪畫了伯爵葬禮上的眾多人物，包括托萊多貴族、傳教士以及伯爵的朋友，甚至畫家本人也在畫中，那是在觀禮行列從左邊數起的第六人，打扮成一個貴族模樣，直視著其他的觀禮者。站在最前面即畫面左下角的地方，見到一個拿著手電筒的少年，他就是畫家的兒子，所扮演的角色，像是一個引介者，將觀賞者的視線引入畫中。 
此畫以高超的手法，處理盔甲和衣服上發光色調及質料。在畫的頂端，伯爵的靈魂像一片浮雲被一位天使經由類似產道的狹縫帶到天上。畫的上半部是天上聚合的景象，與下半部的繪畫全不一樣，其中每一種形態不管是煙雲、四肢或衣褶都捲在一片像火煙一樣的漩渦中，傳送向遠方的耶穌。 
整幅畫有如一扇大窗戶，佔據了教堂整面牆，放置的高度離地一點八米，而教堂只有約五點五米高。如果要看這幅畫的上半部，就必須往上仰望。 
這幅巨畫是將現實事件與超自然的景象融合而不感突兀。作品中的伯爵屍體，雖然穿戴華麗，但無神無氣、軟弱無力地見於畫面下方。整幅畫從下往上望，呈現戲劇化的變形，使觀者有如從人間仰望天堂。

## 外部連結
- Information leaf:  请检查|url=值 (帮助).   [2008-06-19]. （原始内容存档于2021-01-26）.
- 'Two Paintings and a Sceptic' （页面存档备份，存于）, lecture by Stewart Sutherland linking this painting to 'Guernica' by Picasso through the question of religious faith, given at Gresham College, 26 February 2008 (available in text, audio and video formats).
- 'The Burial of the Count of Orgaz' – Analysis and Critical Reception （页面存档备份，存于）